# SAILING (AAAの曲)
「SAILING」（セイリング）は、AAAの31枚目のシングル。2012年2月22日にavex traxから発売された。

## 概要
- 前作「Charge & Go!/Lights」から約3か月ぶりの発売となる。本作のテーマは、卒業・新生活シーズンに向け「旅立ち」「船出」をテーマにした絆ソング[1]。
- ジャケットA、B、C、mu-moショップ限定盤の4形態で発売。
- mu-moショップ限定盤にはA、B、Cの3形態発売。Aはメンバー全員、Bは西島/宇野/浦田、Cは伊藤/與/日高/末吉になっている。
- 「AAA 6th Anniversary Tour 2011.9.28 at Zepp Tokyo」と同時発売。
- ジャケットCには「CALL」のリミックスバージョンが収録されている。
- 作詞作曲を担当した小室は、作曲の締め切りがちょうど当時の妻・KEIKOの入院と重なったためスタジオに行くことができず、病院のラウンジのロッカーを借りて、自身のiPhoneとMac proで仮歌を録ったとツイッターで語っている[2]。ちなみに詞もKEIKOが入院する病院で書いた。
- レコチョク「着うた®」ランキング（2012年2月8日 - 14日）で第5位を獲得している。
- カップリング曲「WISHES」はミュージックビデオも制作されており、2012年3月21日発売の3枚目のベストアルバム『Another side of #AAABEST』のDVDに収録されている。本シングルには収録はされていない。

## 収録内容

### ジャケットA
CD
1. SAILING [4:31]
（作詞・作曲：Tetsuya_Komuro / Rap詞：Mitsuhiro Hidaka / 編曲：ArmySlick）
イトーヨーカドー「7days@Home」TVCMソング
朝日放送テレビ『今ちゃんの「実は…」』2月 エンディング曲
2. WISHES [5:57]
（作詞・作曲：SHINJIROH INOUE / 編曲：Sin）
3. SAILING (Instrumental) [4:28]
4. WISHES (Instrumental) [5:53]

DVD
1. SAILING (Music clip)
2. SAILING (Music clip Making)
3. AAA 6th Anniversary Tour MC集 part.1

### ジャケットB
CD
1. SAILING
2. WISHES
3. SAILING (Instrumental)
4. WISHES (Instrumental)

DVD
1. SAILING (Music clip Making part.2)
2. AAA 6th Anniversary Tour MC集 part.2

### ジャケットC
CD
1. SAILING [4:31]
2. WISHES [5:56]
3. CALL (DJ OMKT & MJ Remix) [6:02]
4. SAILING (Instrumental) [4:28]
5. WISHES (Instrumental) [5:53]

### mu-moショップ限定盤A
1. SAILING
2. WISHES
3. Think about AAA 6th Anniversary〜season 15〜

### mu-moショップ限定盤B
1. SAILING
2. WISHES
3. Think about AAA 6th Anniversary〜season 16〜

### mu-moショップ限定盤C
1. SAILING
2. WISHES
3. Think about AAA 6th Anniversary〜season 17〜